# كومباكونام
كومباكونام (بالتاميلية: கும்பகோணம்) هي بلدة وبلدية من الدرجة الخاصة في ضاحية ثانجافور في الهند. تقع على بعد 40 كيلومتر (25 ميل) من ثنجفور و 273 كيلومتر (170 ميل) من تشيناي. تُعرف كومباكونام بكونها «مدينة المعابد» نظرًا لانتشار عدد من المعابد فيها وتشتهر بمهرجان ماهاماهم الذي يجذب الناس من جميع أنحاء البلاد.
يعود تاريخ كومباكونام إلى فترة سانغام وكان يحكمها سلالة تشولا والبانديائيين وإمبراطورية فيجاياناغارا وغيرها من السلالات. صارت مدينة بارزة بين القرنين السابع والتاسع بعد الميلاد، عندما كانت بمثابة عاصمة سلالة تشولا في العصور الوسطى. وصلت البلدة إلى ذروة ازدهارها خلال فترة الراج البريطاني عندما كانت مركزًا بارزًا للتعليم الأوروبي والثقافة الهندوسية. واكتسبت الاسم الثقافي «كامبردج جنوب الهند». في عام 1866، شُكِّلت كومباكونام رسميًا كبلدية، والتي تضم اليوم 45 جناحًا، مما يجعلها أكبر بلدية وثاني أكبر هيئة مدنية محلية في منطقة ثانجافور.

## أصل الكلمة
يُعتقد أن اسم «كومباكونام» الذي تُرجم إلى اللغة الإنجليزية باسم «ركن كومبا»، يشير إلى الوعاء الأسطوري (كومبا) للإله الهندوسي براهما الذي يحتوي على بذور جميع الكائنات الحية على الأرض. ويعتقد أن كومبا قد تشرد بسبب (انحلال الكون) (بالإنجليزية: pralaya)‏، واستقر في نهاية المطاف في المكان الذي تقع فيه بلدة كومباكونام الآن. يُحتَفَلُ بهذا الحدث الآن في مهرجان مهاماهام الذي يقام كل 12 عامًا. تُعرف كومباكونام أيضًا باسم باسكاراشترام وكومبام منذ العصور السحيقة، وكودانتاي في العصور القديمة. تُكتب كومباكونام (بالإنجليزية: Kumbakonam)‏ أيضًا (بالإنجليزية: Coombaconum)‏ في سجلات الهند البريطانية. وكانت معروفة سابقًا بلغة التاميل باسم (بالإنجليزية: Kudamukku)‏ كوداموكو.

## التاريخ

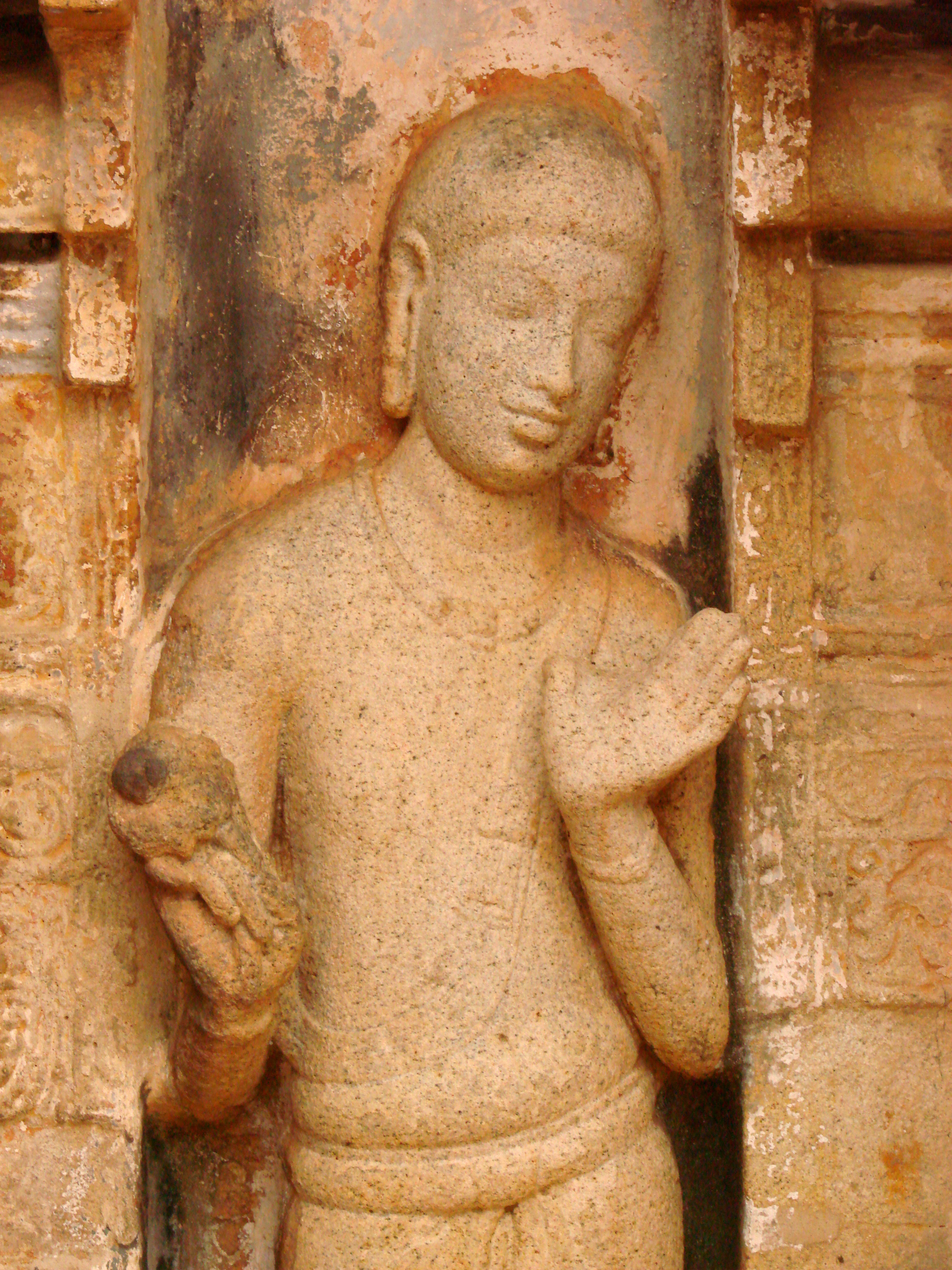
نحت على جدران معبد في كومباكونام

كانت المنطقة المحيطة بكومباكونام مأهولة في وقت مبكر من عصر سانغام (القرن الثالث قبل الميلاد إلى القرن الثالث الميلادي). ويعتقد أن موقع كومباكونام الحالي هو موقع بلدة كودافايل القديمة حيث عقد ملك تشولا المبكر كاريكالا محكمته. يعرف بعض العلماء كومباكونام كموقع للسجن الأسطوري في كودافاير كوتام حيث سُجِنَ ملك شيرا كانانيكال إيرومبوراي من قبل ملك تشولا كوسينجانان. كانت كومباكونام تعرف ببلدة مالايكورام (بالإنجليزية: Malaikūrram)‏.‏ وكانت عاصمة لسلالة تشولا في وقت مبكر من القرن السابع مع بلدة سولاماليغاي التي كانت أيضًا بمثابة عاصمة لسلالة تشولا.

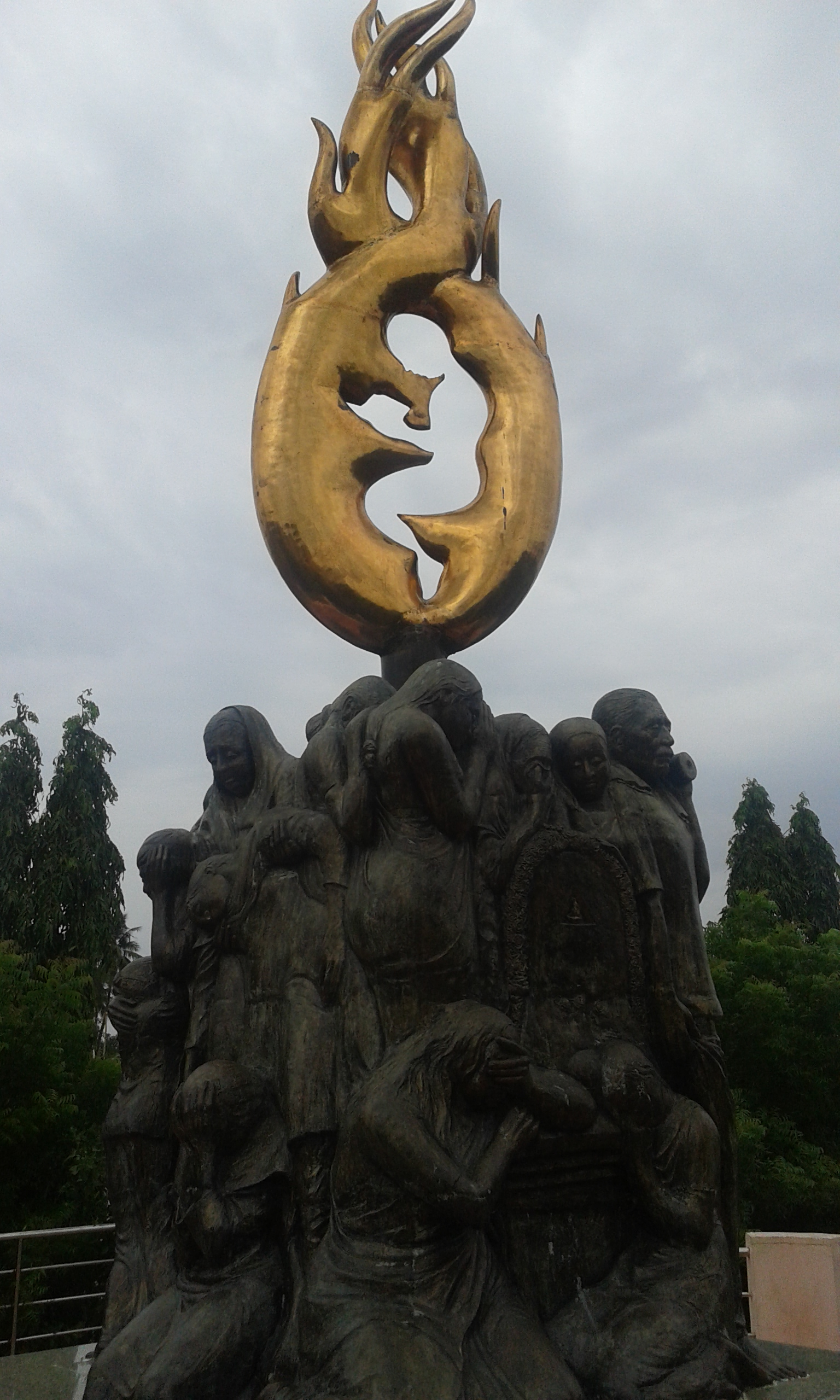
النصب التذكاري لحادث مدرسة كومباكونام

جاءت كومباكونام إلى دائرة الضوء خلال فترة حكم تشولا في القرون الوسطى من القرن التاسع إلى القرن الثاني عشر. بعد تراجع مملكة تشولا، غزا البانديائيون كومباكونام في عام 1290. بعد زوال مملكة البانديائيين في القرن الرابع عشر، غزت إمبراطورية فيجاياناجار كومباكونام. قام إمبراطور فيجاياناغارا (كريشنادفاريا (حكم من عام 1509 إلى عام 1529)) بزيارة البلدة عام 1524 ويعتقد أنه استحم في خزان ماهاماهام الشهير خلال مهرجان ماهاماهام. حكم كومباكونام مادوراي ناياكس وثانجافور ناياكس من 1535 إلى 1673 عندما سقطت البلدة تحت حكم مملكة ماراثا. كان لكل من هذه السلالات الأجنبية تأثير كبير على التركيبة السكانية وثقافة المنطقة. عندما سقطت إمبراطورية فيجاياناجار في عام 1565، كان هناك تدفق جماعي للشعراء والموسيقيين والفنانين الثقافيين من المملكة.
وفقًا لسجلات مؤسسة الرهبنة الهندوسية، نُقِلت كانشي ماثا،(1) والماثا(1) مؤقتًا إلى كومباكونام في الثمانينات من القرن التاسع عشر بعد غزو حيدر علي حاكم مملكة ميسور لمدينة كانشيبورام. عندما غزا السلطان تيبو الساحل الشرقي لجنوب الهند عام 1784، تحملت كومباكونام وطأة غزوه. انخفض الإنتاج بشكل حاد وانهار الاقتصاد. لم تتعافَ كومباكونام من الكارثة حتى بداية القرن التاسع عشر.
تنازل حاكم ثنجفور ماراثا (سيرفوجي الثاني (1777-1832)) عن كومباكونام إلى شركة الهند الشرقية في عام 1799، ووصلت إلى ذروة ازدهارها في أواخر القرن التاسع عشر وأوائل القرن العشرين عندما ظهرت باعتبارها مركزا مهما للبراهمة، والهندوسية والتعليم الأوروبي في إقليم رئاسة مدراس. أدى افتتاح قناة السويس عام 1869 إلى تعزيز الاتصالات التجارية مع المملكة المتحدة. في عام 1877، اكتملت خطوط السكك الحديدية التي تربط كومباكونام بموانئ تشيناي وتوتيكورين وناغاتاباتينام. أُنشئت محكمة مقاطعة تانجور في كومباكونام عام 1806 وعملت من عام 1806 حتى عام 1863.
استمرت كومباكونام في النمو حتى بعد استقلال الهند على الرغم من أنها سقطت خلف بلدة ثنجفور القريبة من حيث عدد السكان والأهمية الإدارية. بدأ معدل النمو السكاني في الانخفاض بشكل حاد بعد عام 1981. ويعزى هذا الانخفاض إلى مساحة الأراضي المحدودة ونقص الإمكانات الصناعية. خلال مهرجان ماهاماهم عام 1992، كان هناك تدافع كبير حيث قتل 48 شخصا وأصيب 74. في 16 يوليو 2004، قتل حريق مدمر في مدرسة سري كريشنا 94 طفلاً.

## الجغرافيا

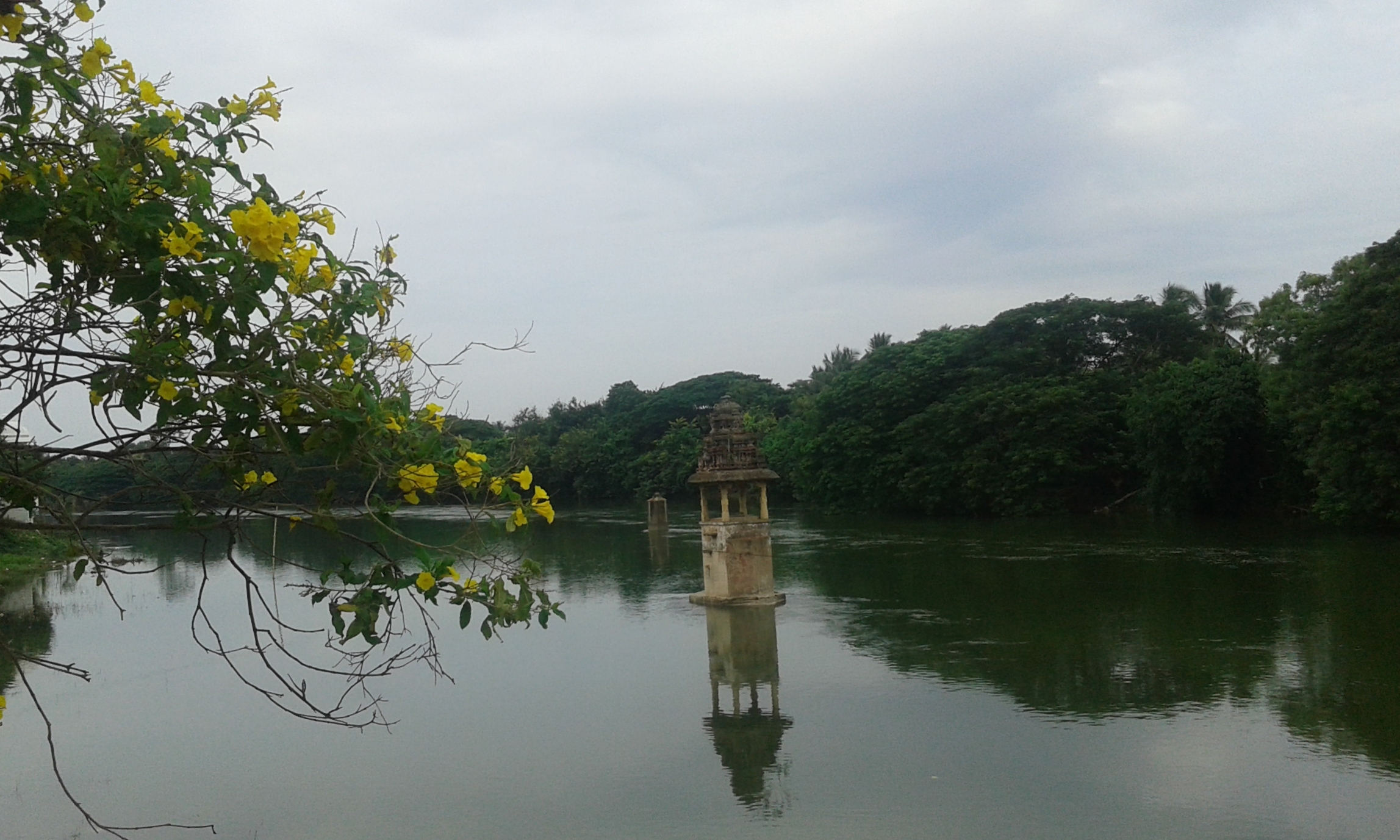
نهر كافيري كما ينظر إليه من الجسر

تقع كومباكونام على بعد حوالي 273 كيلومتر (170 ميل) جنوب تشيناي، و96 كيلومتر (60 ميل) شرق تيروتشيرابالي، وحوالي 40 كيلومتر (25 ميل) شمال شرق ثانجافور. وتقع في منطقة تسمى «الدلتا القديمة» التي تُرْوى طبيعيًا بمياه نهر كافيري وروافده. يبلغ متوسط ارتفاعها 26 مترا. يحد المدينة نهران، نهر كوفيري في الشمال ونهر أراسالار في الجنوب.
على الرغم من أن دلتا كوفيري عادة ما تكون ساخنة، إلا أن مناخ كومباكونام والمدن المجاورة الأخرى يكون بشكل عام صحيًا ومعتدلًا. كومباكونام أكثر برودة من تشيناي. درجة الحرارة القصوى في الصيف حوالي 40 °م (104 °ف)، بينما درجة الحرارة الدنيا حوالي 20 °م (68 °ف)‏. تبلغ نسبة الأمطار السنوية 114.78 سنتيمتر (45.19 بوصة) كل عام. المنطقة مغطاة بشكل رئيسي بالتربة الغرينية أو السوداء التي تساعد على زراعة الأرز. وتشمل المحاصيل الأخرى التي تزرع في كومباكونام التوت والحبوب وقصب السكر.
مدينة كومباكونام محاطة بحقول واسعة. شهدت طرق الري تَحسُّنًا كبيرًا بعد افتتاح سد ميتور في عام 1934. تقتصر تربية الحيوانات في دلتا كوفيري على الأبقار والماعز.

## المعابد
تشتهر كومباكونام بمعابدها وأديرتها. هناك حوالي 188 معبدًا هندوسيًا داخل الحدود البلدية لكومباكونام. وبصرف النظر عن هذه، هناك عدة آلاف من المعابد في جميع أنحاء المدينة ولذلك سُمِّيت «مدينة المعابد».

## التركيبة السكانية

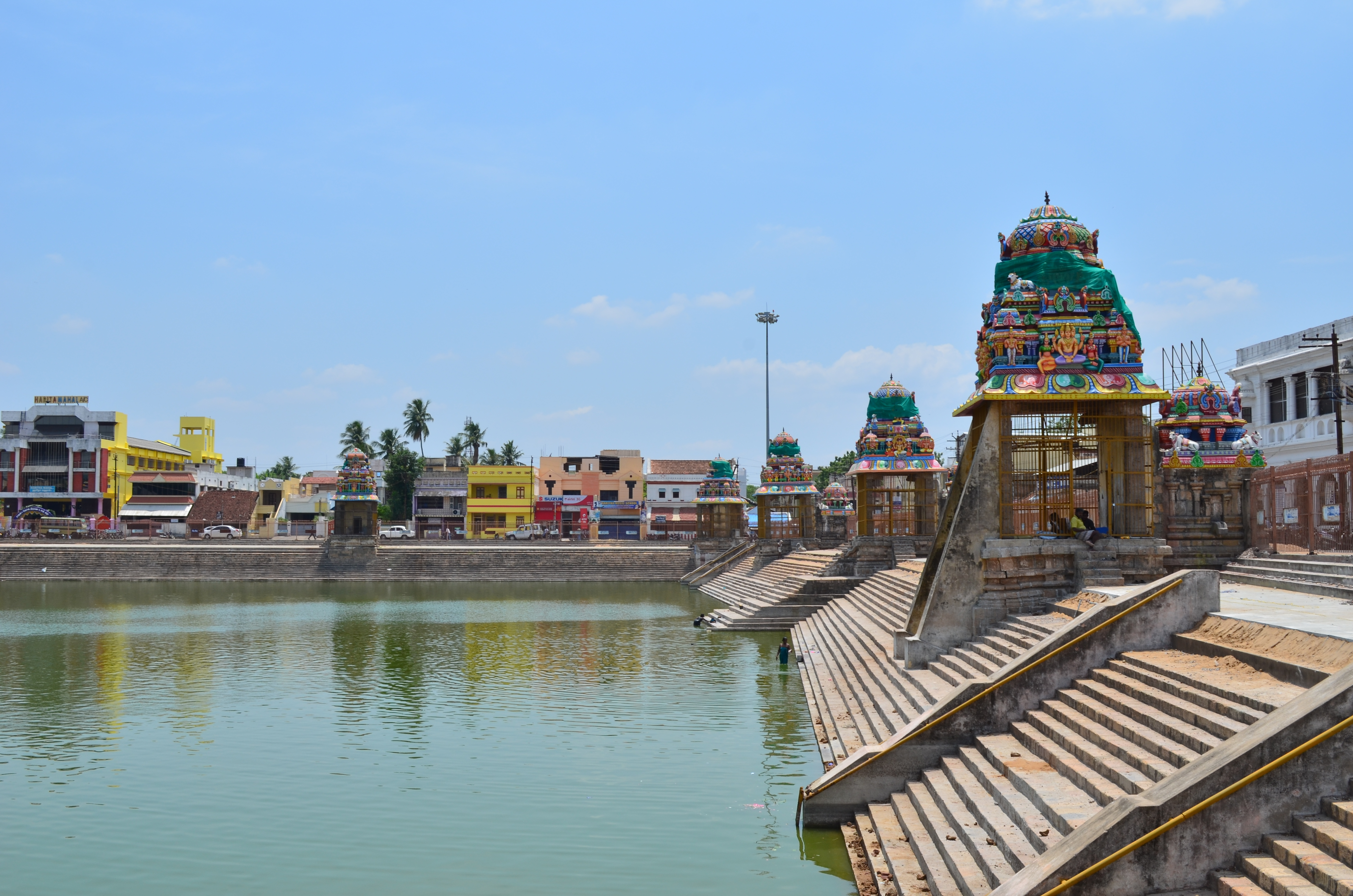
معبد ماهامهام - أحد أبرز معالم البلدة

وفقًا لتعداد عام 2011، كان عدد سكان كومباكونام 140,156 نسمة بنسبة 1,021 أنثى لكل 1,000 ذكر، وهو أعلى بكثير من المتوسط الوطني البالغ 929. كان ما مجموعه 12,791 تحت سن السادسة، منهم 6,495 ذكور و 6,296 إناث. بلغ متوسط محو الأمية في المدينة 83.21%، مقارنة بالمتوسط الوطني البالغ 72.99%. كان هناك ما مجموعه 9,519 عاملاً، بينهم 32 مزارعًا و 83 عاملاً زراعيًا رئيسيًا و 1206 عاملاً في الصناعات المنزلية، و 7,169 عاملاً آخر و 1,029 عاملاً هامشيًا و 24 مزارعًا هامشيًا و 45 عاملاً زراعيًا هامشيًا و 212 عاملاً في الصناعات المنزلية.
تشكل المناطق السكنية 32.09% من إجمالي مساحة البلدة، بينما تشكل المؤسسات التجارية والوحدات الصناعية 2.75% و1.21% على التوالي. يشكل الجزء غير الحضري من المدينة حوالي 44.72% من المساحة الكلية. يبلغ عدد الأحياء الفقيرة في كومباكونام 45 حيًا ويبلغ عدد سكانها 49117 نسمة.

### التوزيع الإثني للسكان
| التعداد الديني | التعداد الديني | التعداد الديني | التعداد الديني | التعداد الديني |
| -------------- | -------------- | -------------- | -------------- | -------------- |
| الديانة        | الديانة        |                | (%)            | (%)            |
| الهندوسية      | الهندوسية      |                | 86.07%         | 86.07%         |
| الإسلام        | الإسلام        |                | 9.57%          | 9.57%          |
| المسيحية       | المسيحية       |                | 3.99%          | 3.99%          |
| السيخية        | السيخية        |                | 0.0%           | 0.0%           |
| البوذية        | البوذية        |                | 0.0%           | 0.0%           |
| جاينية         | جاينية         |                | 0.23%          | 0.23%          |
| أخرى           | أخرى           |                | 0.13%          | 0.13%          |

تتكون كومباكونام من أغلبية هندوسية كبيرة. وفيها أيضا أعداد كبيرة من المسلمين والمسيحيين. يتكون المسلمون من أغلبية من السنة مع وجود أقلية شيعية. معظم المسلمين هم من المراكايار أو لاباي. يشارك غالبية المسلمين في كومباكونام في التجارة أو التجارة البحرية. يوجد في كومباكونام أيضًا عدد كبير من المسيحيين البروتستانت بسبب جهود المبشر الألماني كريستيان فريدريش شوارز. ينتمي الكاثوليك في كومباكونام بشكل رئيسي إلى أبرشية الروم الكاثوليك في كومباكونام التي فُصِلَت عن أبرشية بونديشيري في عام 1899.
وفقًا للتعداد الديني لعام 2011 كانت ديانة سكان كومباكونام يتكونون من 86.07% من الهندوس، 9.57% من المسلمين، 3.99% من المسيحيين، 0.% السيخ، 0.% البوذيين، 0.23% جاينية، 0.13% يتبعون ديانات أخرى و 0.% لا يتبعون أي دين أو لم يشيروا إلى أي تفضيل ديني.

### اللغة واللهجات الشائعة
غالبية سكان كومباكونام يتحدثون التاميلية. اللهجات شائعة الاستخدام هي اللهجة المركزية التاميلية. هناك أقليات مهمة تتحدث ثانجافور ماراثي، اللغة التيلوغوية، اللغة الكنادية وسوراشترا كلغتهم الأم.

## الإدارة والسياسات البلدية
تشكلت بلدية كومباكونام رسمياً في عام 1866. في البداية، مارست البلدية مهامها على مساحة 7.68 كيلومتر مربع (2.97 ميل2) وأدارت شؤونها لجنة من المدينة أو لجنة بلدية. ثم صارت بلدية ذات درجة خاصة، وهي تمارس حاليًا سلطتها على مساحة 12.58 كيلومتر مربع (4.86 ميل2) من إجمالي مساحة البلدة 64.02 كيلومتر مربع (24.72 ميل2). وهي تضم 45 جناحًا وهي ثاني أكبر بلدية في منطقة ثنجفور.
تنقسم مهام البلدية إلى ستة أقسام: العامة والهندسية والإيرادات والصحة العامة وتخطيط المدن وقسم الكمبيوتر. تخضع جميع هذه الإدارات لسيطرة مفوض بلدي هو الرئيس التنفيذي الأعلى. والسلطات التشريعية منوطة بهيئة مكونة من 45 عضوا من الأجنحة الخمسة والأربعين. ويترأس الهيئة التشريعية رئيس منتخب يساعده نائب رئيس.
كومباكونام جزء من دائرة الجمعية التشريعية في كومباكونام وتنتخب عضوًا في الجمعية التشريعية تاميل نادو مرة كل خمس سنوات. على الرغم من كونها مركزًا للشيوعية المتشددة في الخمسينات، إلا أن كومباكونام صوتت لصالح المؤتمر الوطني الهندي في أول خمس ولايات جرت بين عام 1952 وعام 1977.
القانون والنظام في كومباكونام تحتفظ به شعبة ثانجافور من شرطة تاميل نادو برئاسة نائب مراقب الشرطة. هناك أربعة مراكز للشرطة في البلدة، أحدها مركز شرطة من النساء. هناك وحدات خاصة مثل إنفاذ الحظر وجرائم المقاطعات والعدالة الاجتماعية وحقوق الإنسان وسجلات جرائم المقاطعات وفرع خاص يعمل في قسم الشرطة على مستوى المقاطعات برئاسة مشرف من الشرطة.

## الاقتصاد

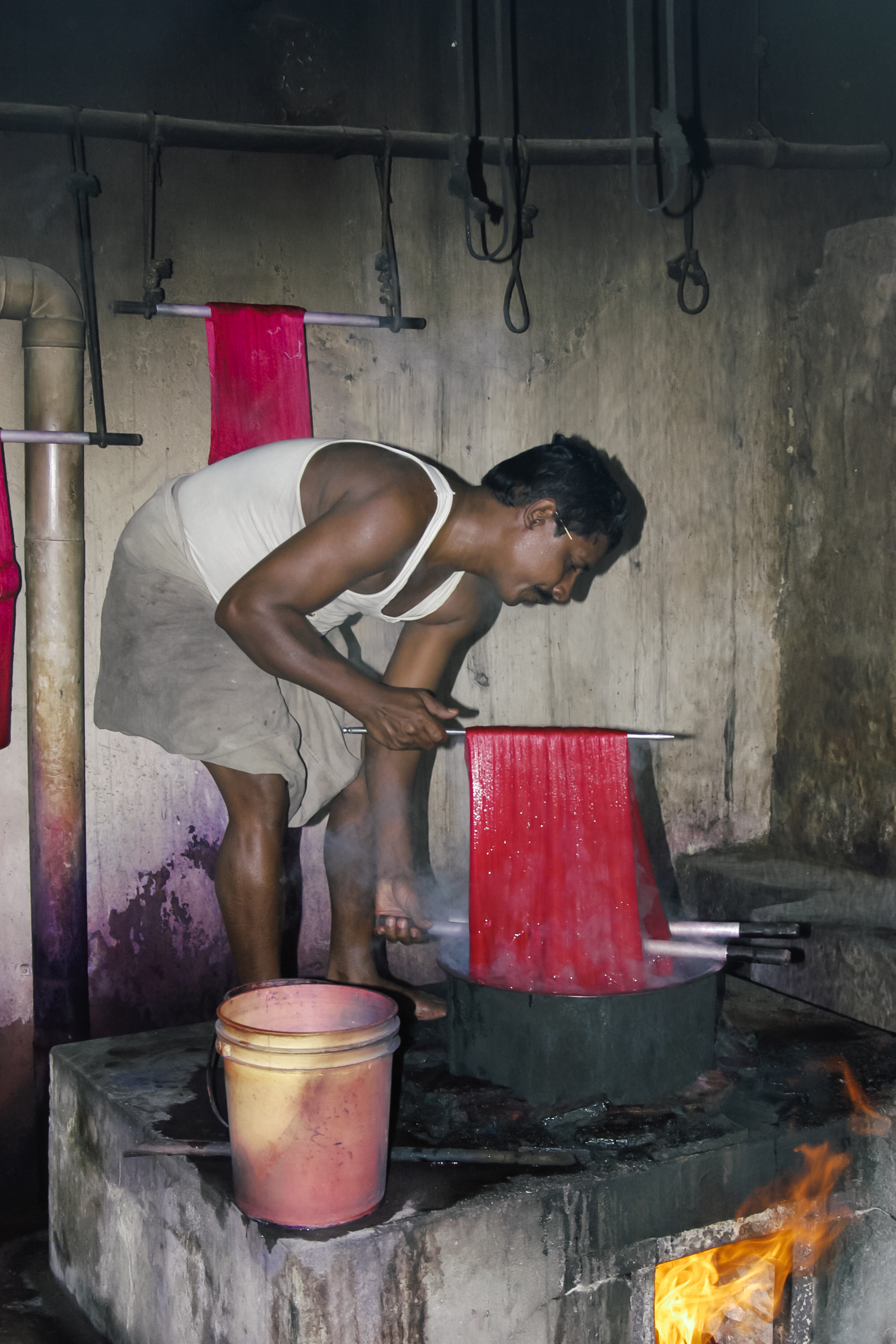
رجل يصبغ الحرير الأحمر في الماء المغلي في كومباكونام

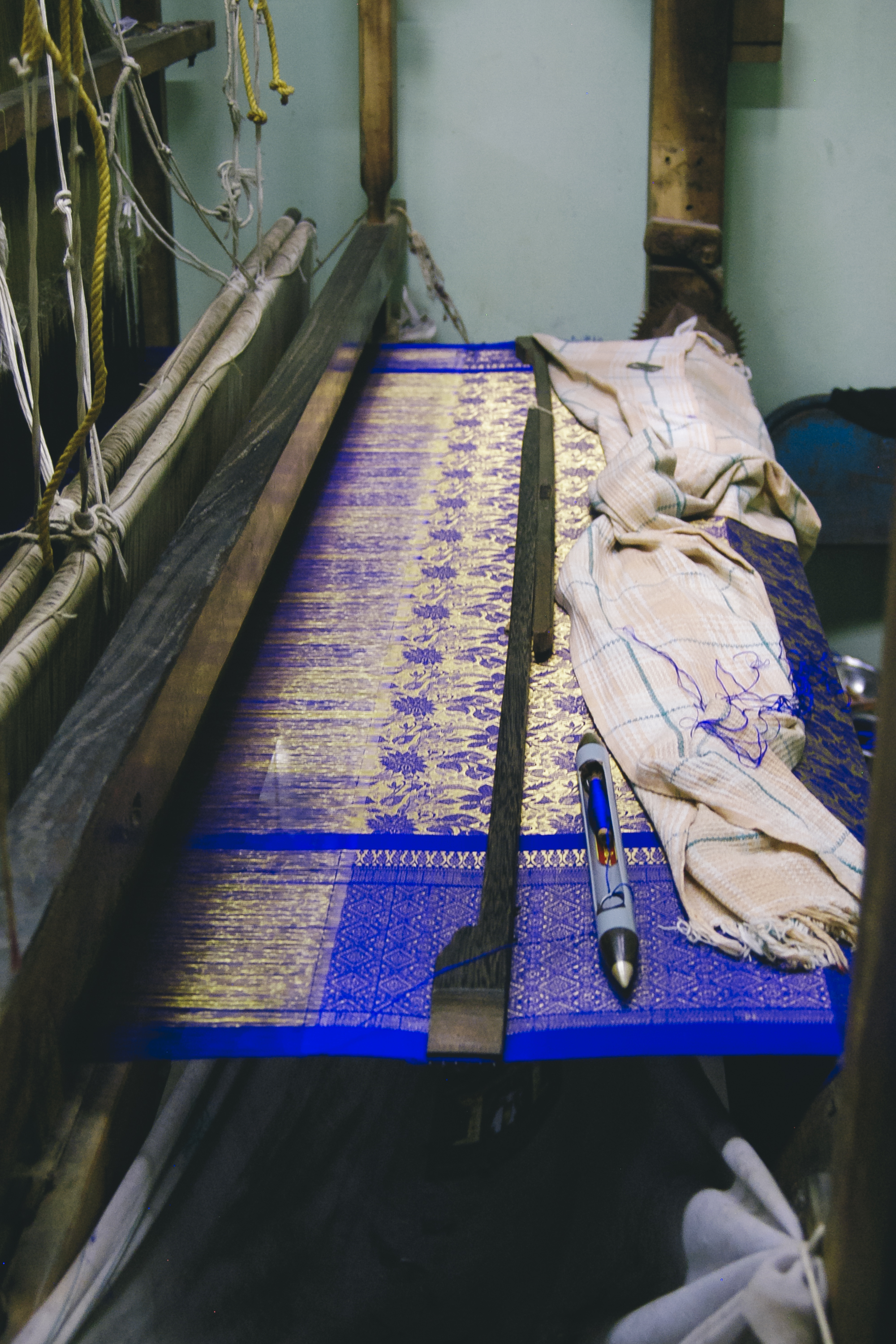
ساري حريري في كومباكونام

تشمل المنتجات الهامة لكومباكونام الأوعية النحاسية والبرونزية والبيوتر والأقمشة الحريرية والقطنية والسكر والنيلي والفخار. تعتبر كومباكونام المركز التجاري الرئيسي لمنطقة ثانجافور. في عام 1991 كان حوالي 30% من السكان يشاركون في النشاط الاقتصادي. يعتبر إنتاج الأرز نشاطا هاما في كومباكونام. من بين 194 وحدة صناعية في كومباكونام، هناك 57 وحدة من مطاحن الأرز والدقيق. تعتبر كومباكونام أيضا منتجا رائدا لأوراق التنبول والمكسرات. تُصنَّفُ أوراق التنبول المنتجة في كومباكونام من بين الأفضل في العالم من حيث الجودة. تشتهر كومباكونام أيضًا بأعمالها المعدنية. وهي مركز مهم لنسج الحرير، حيث وُظِّفت أكثر من 5000 عائلة إما بشكل مباشر أو غير مباشر في نسج الحرير. يعتبر الحرير المنسوج في كومباكونام واحدًا من أفضل الحرير في شبه القارة الهندية. كانت كومباكونام أيضًا منطقة مهمة لتصنيع الملح خلال الحكم البريطاني. تشتهر المدينة بقهوة كومباكونام، وهي مزيج من القهوة المحضرة باستخدام حليب نقي غير مخفف. في الآونة الأخيرة، برزت كومباكونام كشركة مصنعة مهمة للأسمدة.
وبصرف النظر عن منتجاتها، تعد السياحة أيضًا مصدرًا رئيسيًا للدخل في المدينة. لوجود معابد هندوسية ومبانٍ من الحقبة الاستعمارية جعلت منها مدينة سياحية. يرتاد كومباكونام أيضًا هواة جمع الفنون المهتمين بالقماش اليدوي وغيره من التحف.
تمتلك بنوك عديدة فروعا لها في المدينة، مثل بنك أكسيس وبنك برودا وبنك الدولة الهندي وبنك تاميلناد ميركانتيل وبنك كانارا وبنك لاكشمي فيلاس وبنك أي سي أي سي أي وبنك البنجاب الوطني وبنك النقابات وبنك فيجايا وغيرها من البنوك. تأسس بنك ستي يونيان في المدينة عام 1904 ومقره في المدينة.

## خدمات النقل والمرافق

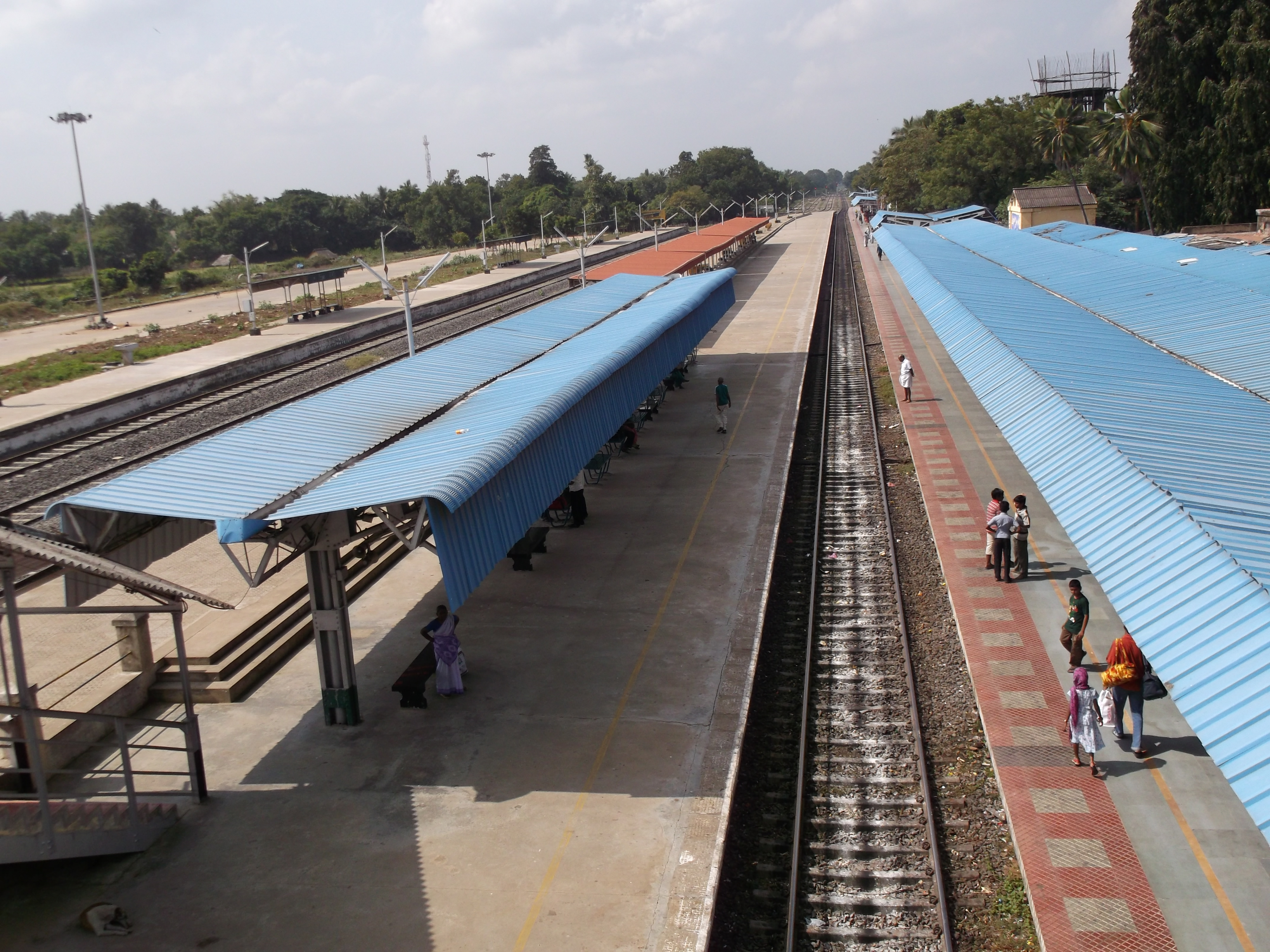
محطة سكة حديد كومباكونام (الجانب الجنوبي)

كومباكونام متصلة جيدًا عن طريق البر والسكك الحديدية مع بقية الهند. يقع أقرب مطار دولي في تيروتشيرابالي، على بعد نحو 91 كيلومتر (57 ميل) من كومباكونام. ويقع أقرب ميناء في ناجاباتينام يبعد عنها بحوالي 50 كيلومتر (31 ميل). البلدة لديها حوالي 141 كيلومتر (88 ميل) من الطرق، 544 طريقًا بلديًا تشكل 122.29 كيلومتر (75.99 ميل)‏. هناك أيضًا حوالي 18.71 كيلومتر (11.63 ميل) من الطرق السريعة الحكومية التي تمر عبر كومباكونام. أكثر من 87% من الطرق البلدية معبدة. وهناك خدمات حافلات حكومية وخاصة إلى تشيناي وثانجافور ومانارجودي وتيروتشيرابالي وتشيدامبارام ومايلادوثوراي وناجاباتينام وكويمباتور وبالاني وتيروبور وثوثوكودي ورامسوارام وتيريشندور وسالم وإيدابدي وفيلور وكوميكوت وكومودوك وكاريك ومادوراي وسيفاغانغاي وبودوتشيري ووتيرونلفلي. تعمل شركة النقل بالطرق الحكومية بولاية كارناتاكا وشركة النقل السريع للدولة (تاميل نادو) في تقديم خدمات يومية من بنغالورو وميسور إلى كومباكونام. في 1 مارس 1972، أنشأت حكومة ولاية تاميل نادو (شركة طرق شولان) ومقرها في كومباكونام من أجل تحسين مرافق النقل في مناطق وسط تاميل نادو. استحوذت المنظمة على أساطيل الحافلات التي كانت تمتلكها في السابق شركات تشغيل خاصة. في 1 يوليو 1997، أعيدت تسمية المنظمة باسم (شركة نقل تاميل نادو، كومباكونام) وتشكل حاليا القسم رقم 1 من مؤسسة النقل في ولاية تاميل نادو. ترتبط كومباكونام بالسكك الحديدية مع أهم المدن والبلدات في جنوب الهند. هناك قطارات سريعة منتظمة تربط كومباكونام بالمدن الكبرى في الولاية مثل تشيناي وكويمباتور ومادوراي وتيروتشيرابالي. هناك قطارات ركاب تربط كومباكونام مع ثانجافور وتيروتشيرابالي وتشيدامبارام ومايلادوثوراي.
وسائط النقل التقليدية هي عربات الثور. ففي أواخر خمسينات القرن العشرين، سافر الملاك والمزارعون الأغنياء في الغالب بواسطة عربات الثور باستثناء الرحلات الطويلة النادرة التي قاموا بها بالحافلات أو السيارات. لدى المدينة نظام نقل حافلات محلي فعال. يقع موقف الحافلات في جنوب شرق المدينة. هناك عبارات عرضية تنقل الأشخاص والبضائع عبر نهر كافيري. حتى بداية القرن العشرين، كان طلاب كلية الفنون يستخدمون العبارات لعبور النهر من أجل الحضور للكلية. منذ بناء الجسر في عام 1944، تضاءلت إلى حد كبير ممارسة نقل الرجال والبضائع عن طريق العبارات.
الجهة المسؤولة عن تنظيم وتوزيع الكهرباء إلى كومباكونام هي دائرة كومباكونام التابعة لمجلس كهرباء تاميل نادو. وتقوم بلدية المدينة بتوفير إمدادات المياه للمدينة من نهر كافيري ونهر كوليرون. وتكون إدارة التوزيع من خلال شبكة رئيسية لتوريد 3,265 كيلولتر (863,000 غال-أمريكي) من الماء إلى المدينة. حوالي 18 طن متري (40,000 رطل) من النفايات الصلبة التي تُجمَعُ من المدينة كل يوم؛ 53% نفايات منزلية و32% نفايات تجارية. يكون التخلص من النفايات المجمعة في ساحات خارج المدينة بعد فصلِها لإنتاج السماد العضوي. يوجد في بلدية كومباكونام توصيلية جزئية للصرف تحت الأرض وتقوم البلدية بتنفيذ الصرف تحت الأرض للمناطق غير المغطاة. نظام الصرف الصحي الرئيسي للتخلص من النفايات هو من خلال خزانات الصرف الصحي والمرافق العامة. تحمل مصارف جانب الطريق مياه الصرف الصحي غير المعالجة خارج المدينة للسماح بدخولها إلى البحر أو تتراكم في منطقة منخفضة.
تقع كومباكونام تحت منطقة دلتا نهر كوفيري التابعة لشركة بهارات سانشار نيجام المحدودة لتوفير خدمات الاتصالات والإنترنت المملوك للدولة في الهند. بصرف النظر عن الاتصالات، توفر الشركة أيضًا خدمة الإنترنت.
يوجد في كومباكونام مستشفيات حكومية وأهلية وعيادات خاصة والعديد من المحلات الطبية التي تلبي احتياجات الرعاية الصحية في المدينة.

## التعليم

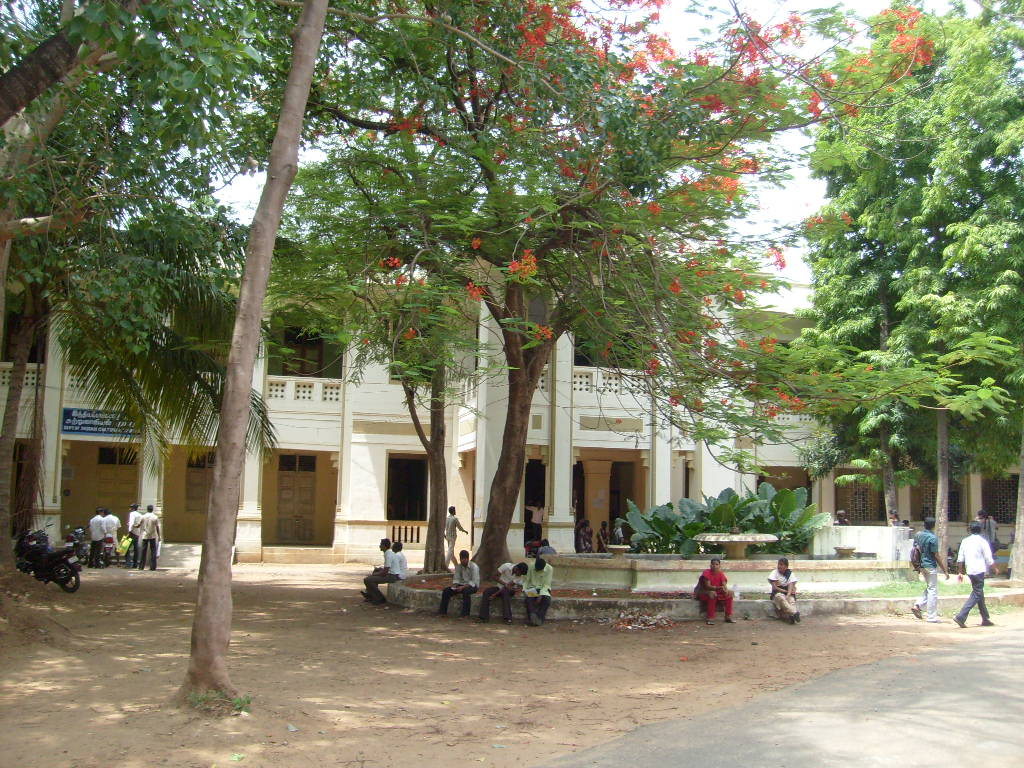
كلية الفنون، كومباكونام

برزت كومباكونام كمركز هام للتعليم في أواخر القرن التاسع عشر، وكانت تُعرف باسم «كامبريدج جنوب الهند». تعد كلية الفنون الحكومية، التي تأسست في كومباكونام عام 1867، واحدة من أقدم المؤسسات التعليمية في جامعة مدراس. بدأت كمدرسة إقليمية في 19 أكتوبر 1854، قبل أن تتحوّل إلى كلية حكومية في عام 1867. صارت تابعة لجامعة مدراس عام 1877. كان ويليام آرتشر بورتر، وهو من جامعة كامبريدج، أحد المديرين الأوائل للكلية، وكان إلى جانب تي جوبالا راو، مساهما في ارتقائها إلى كلية حكومية. له الفضل أيضًا في تأطير السياسة التعليمية المشهورة للكلية. في عام 1881، أصبحت كلية كاملة وتوقف تدريس المدارس الثانوية. بدأت كلية الفنون الحكومية للنساء في عام 1963. وكان قوامها الإجمالي 2.597 تلميذة في فبراير 2006. تقدم الكلية العديد من الدورات الجامعية ودورة واحدة للدراسات العليا وهي تابعة لجامعة باراثيداسام. الكليات الأخرى في كومباكونام تشمل كليات أضياء للفنون والعلوم، كلية أناي للفنون والعلوم، والكلية الحكومية للفنون الجميلة وكلية الهندسة أراسو.
في عام 2013 كان في كومباكونام ما مجموعه 36 مدرسة حكومية وخاصة.

## الملاحظات
- 1 منظمة دينية أو تعليمية تابعة للهندوس.

## روابط خارجية
- "موقع بلدية كومباكونام". مؤرشف من الأصل في 2014-02-01.